# イースタン・カンファレンス (NHL)

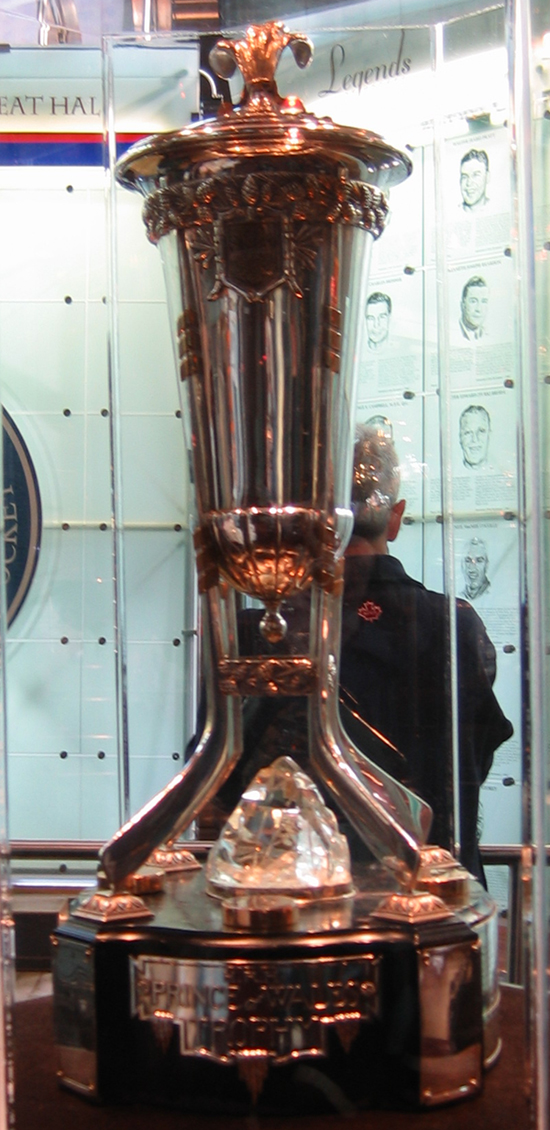
プリンス・オブ・ウェールズ・トロフィー

NHLのイースタン・カンファレンスには現在16チームが2つのディビジョンに各8チームずつ所属している。

## 歴史
1967-68シーズンから1973-74シーズンまでNHLにはイースト・ディビジョンが存在した。1974年にNHLが2つのカンファレンス、4つのディビジョンに再編された際にプリンス・オブ・ウェールズであったエドワード王子（後にエドワード8世、その後ウィンザー公）に由来したプリンス・オブ・ウェールズ・トロフィー（当初はNHLチャンピオンに授与された。スタンレー・カップは1926年までNHLとウェスタン・カナダ・ホッケー・リーグの優勝チームの勝者に贈られた。）にちなんでウェールズ・カンファレンスとして設立された。カンファレンスやディビジョンは地理的な位置はあまり考慮されずに分類された。1981年に地理的な位置が考慮されてカンファレンスの再編が行われた結果、主に東部のチームで構成されるようになった。しかしそれ以降もカンファレンスの名称は変更されず1993年にNHLコミッショナーに就任したゲイリー・ベットマンによりホッケーにあまり詳しくないファンでもより楽しむことができるように、NBA、NFL、MLBなどがカンファレンス、ディビジョンを地理的な位置に基づいて呼んでいるように名称を変更する決定を下した。しかしイースタン・カンファレンスのチャンピオンに贈られるトロフィー、プリンス・オブ・ウェールズトロフィーにその名を残した。2004年から2005年のNHLロックアウト以降にウェスタン・カンファレンスと共にロゴが変更された。
2020-21シーズンは、新型コロナウイルスの影響でカナダ＝アメリカ合衆国国境を定期的に越えての試合を制限・東西南北の4地区制に一時再編を行ったため、一旦イースタン・カンファレンスは廃止。翌シーズンにこの変更は改定されたため、現行の2カンファレンス制に戻っている。

## ディビジョン
1993年の再編までウェールズ・カンファレンスにはアダムス・ディビジョンとノリス・ディビジョンが存在した。1998年からイースタン・カンファレンスはアトランティック・ディビジョン、ノースイースト・ディビジョン、サウスイースト・ディビジョンの3地区に分けられていたが、2013年からアトランティック・ディビジョンとメトロポリタン・ディビジョンの2地区制となった。
| アトランティック・ディビジョン | メトロポリタン・ディビジョン   |
| ------------------------------ | ------------------------------ |
| ボストン・ブルーインズ         | カロライナ・ハリケーンズ       |
| バッファロー・セイバーズ       | コロンバス・ブルージャケッツ   |
| デトロイト・レッドウィングス   | ニュージャージー・デビルス     |
| フロリダ・パンサーズ           | ニューヨーク・アイランダース   |
| モントリオール・カナディアンズ | ニューヨーク・レンジャース     |
| オタワ・セネターズ             | フィラデルフィア・フライヤーズ |
| タンパベイ・ライトニング       | ピッツバーグ・ペンギンズ       |
| トロント・メープルリーフス     | ワシントン・キャピタルズ       |

## 優勝チーム
| 回数 | チーム                         |
| ---- | ------------------------------ |
| 8    | モントリオール・カナディアンズ |
| 6    | ピッツバーグ・ペンギンズ       |
| 5    | ボストン・ブルーインズ         |
| 5    | ニュージャージー・デビルズ     |
| 4    | フィラデルフィア・フライヤーズ |
| 4    | フロリダ・パンサーズ           |
| 4    | タンパベイ・ライトニング       |
| 3    | バッファロー・セイバーズ       |
| 3    | ニューヨーク・アイランダース   |
| 2    | カロライナ・ハリケーンズ       |
| 2    | ニューヨーク・レンジャース     |
| 2    | ワシントン・キャピタルズ       |
| 1    | オタワ・セネターズ             |

- † = スタンレー・カップ優勝チーム

### プリンス・オブ・ウェールズ・カンファレンス・レギュラーシーズン・チャンピオン (1974–81)
| シーズン  | 優勝チーム                       | 優勝回数 |
| --------- | -------------------------------- | -------- |
| 1974-1975 | バッファロー・セイバーズ         | 1        |
| 1975-1976 | モントリオール・カナディアンズ † | 1        |
| 1976-1977 | モントリオール・カナディアンズ † | 2        |
| 1977-1978 | モントリオール・カナディアンズ † | 3        |
| 1978-1979 | モントリオール・カナディアンズ † | 4        |
| 1979-1980 | バッファロー・セイバーズ         | 2        |
| 1980-1981 | モントリオール・カナディアンズ   | 5        |

### プリンス・オブ・ウェールズ・カンファレンス・プレーオフ・チャンピオンズ (1981–93)
| シーズン  | 優勝チーム                       | 優勝回数 |
| --------- | -------------------------------- | -------- |
| 1981-1982 | ニューヨーク・アイランダース †   | 1        |
| 1982-1983 | ニューヨーク・アイランダース †   | 2        |
| 1983-1984 | ニューヨーク・アイランダース     | 3        |
| 1984-1985 | フィラデルフィア・フライヤーズ   | 1        |
| 1985-1986 | モントリオール・カナディアンズ † | 6        |
| 1986-1987 | フィラデルフィア・フライヤーズ   | 2        |
| 1987-1988 | ボストン・ブルーインズ           | 1        |
| 1988-1989 | モントリオール・カナディアンズ   | 7        |
| 1989-1990 | ボストン・ブルーインズ           | 2        |
| 1990-1991 | ピッツバーグ・ペンギンズ †       | 1        |
| 1991-1992 | ピッツバーグ・ペンギンズ †       | 2        |
| 1992-1993 | モントリオール・カナディアンズ † | 8        |

### イースタン・カンファレンス・プレーオフ優勝チーム (1993年以降)
| シーズン  | 優勝チーム                       | 優勝回数                         |
| --------- | -------------------------------- | -------------------------------- |
| 1993-1994 | ニューヨーク・レンジャース †     | 1                                |
| 1994-1995 | ニュージャージー・デビルズ †     | 1                                |
| 1995-1996 | フロリダ・パンサーズ             | 1                                |
| 1996-1997 | フィラデルフィア・フライヤーズ   | 3                                |
| 1997-1998 | ワシントン・キャピタルズ         | 1                                |
| 1998-1999 | バッファロー・セイバーズ         | 3                                |
| 1999-2000 | ニュージャージー・デビルズ †     | 2                                |
| 2000-2001 | ニュージャージー・デビルズ       | 3                                |
| 2001-2002 | カロライナ・ハリケーンズ         | 1                                |
| 2002-2003 | ニュージャージー・デビルズ †     | 4                                |
| 2003-2004 | タンパベイ・ライトニング †       | 1                                |
| 2004-2005 | ロックアウトのため優勝チームなし | ロックアウトのため優勝チームなし |
| 2005-2006 | カロライナ・ハリケーンズ †       | 2                                |
| 2006-2007 | オタワ・セネターズ               | 1                                |
| 2007-2008 | ピッツバーグ・ペンギンズ         | 3                                |
| 2008-2009 | ピッツバーグ・ペンギンズ †       | 4                                |
| 2009-2010 | フィラデルフィア・フライヤーズ   | 4                                |
| 2010-2011 | ボストン・ブルーインズ †         | 3                                |
| 2011-2012 | ニュージャージー・デビルス       | 5                                |
| 2012-2013 | ボストン・ブルーインズ           | 4                                |
| 2013-2014 | ニューヨーク・レンジャース       | 2                                |
| 2014-2015 | タンパベイ・ライトニング         | 2                                |
| 2015-2016 | ピッツバーグ・ペンギンズ †       | 5                                |
| 2016-2017 | ピッツバーグ・ペンギンズ †       | 6                                |
| 2017-18   | ワシントン・キャピタルズ         | 2                                |
| 2018-19   | ボストン・ブルーインズ           | 5                                |
| 2019-20   | タンパベイ・ライトニング         | 3                                |
| 2020-21   | 4地区制開催のため一時廃止        | 4地区制開催のため一時廃止        |
| 2021-22   | タンパベイ・ライトニング         | 4                                |
| 2022-23   | フロリダ・パンサーズ             | 2                                |
| 2023-24   | フロリダ・パンサーズ†            | 3                                |
| 2024-25   | フロリダ・パンサーズ†            | 4                                |

1. ↑  1974年からのイースタン・カンファレンスにおける集計のため、プリンス・オブ・ウェールズ・トロフィーのページと若干の差異がある。